# Ail cultivé
Allium sativum · Allium commun, Ail
Pour les articles homonymes, voir Ail.
Espèce
Classification APG III (2009)
L'ail (pluriel : ails ou aulx), ail commun ou ail cultivé (Allium sativum) est une espèce de plantes potagères vivaces monocotylédones dont les bulbes, à l'odeur et au goût forts, sont souvent employés comme condiment en cuisine. La tête d'ail  se compose de plusieurs gousses (ou caïeux, ou cayeux). La fleur d'ail est aussi consommée.
On en distingue plusieurs types.
Originaire d'Asie centrale, il aurait été utilisé depuis 5 000 ans en région méditerranéenne, en particulier en Égypte. Il est aujourd'hui toujours très apprécié dans de nombreuses régions pour ses qualités gustatives et médicinales.

## Taxonomie
Le genre Allium et l'espèce Allium sativum sont tous deux décrits par Carl von Linné en 1753 dans son Species plantarum.
Synonymes
Les taxons suivants sont considérés comme des synonymes de l'espèce Allium sativum :
- Allium controversum Schrad. ex Willd., 1809
- Allium ophioscorodon Link, 1821
- Allium sativum L., 1753 subsp. sativum
- Allium sativum subsp. controversum (Schrad. ex Willd.) K.Richt., 1890
- Allium sativum subsp. ophioscorodon (Link) Schübl. & G.Martens, 1834
- Allium sativum var. controversum (Schrad. ex Willd.) Regel, 1875
- Allium sativum var. subrotundum Gren., 1855
- Porrum sativum (L.) Rchb., 1830

## Description
Plante herbacée, bulbeuse et vivace assez grande à nombreuses feuilles engainant le bas de la tige. Elle mesure 50  à   120 cm de hauteur.

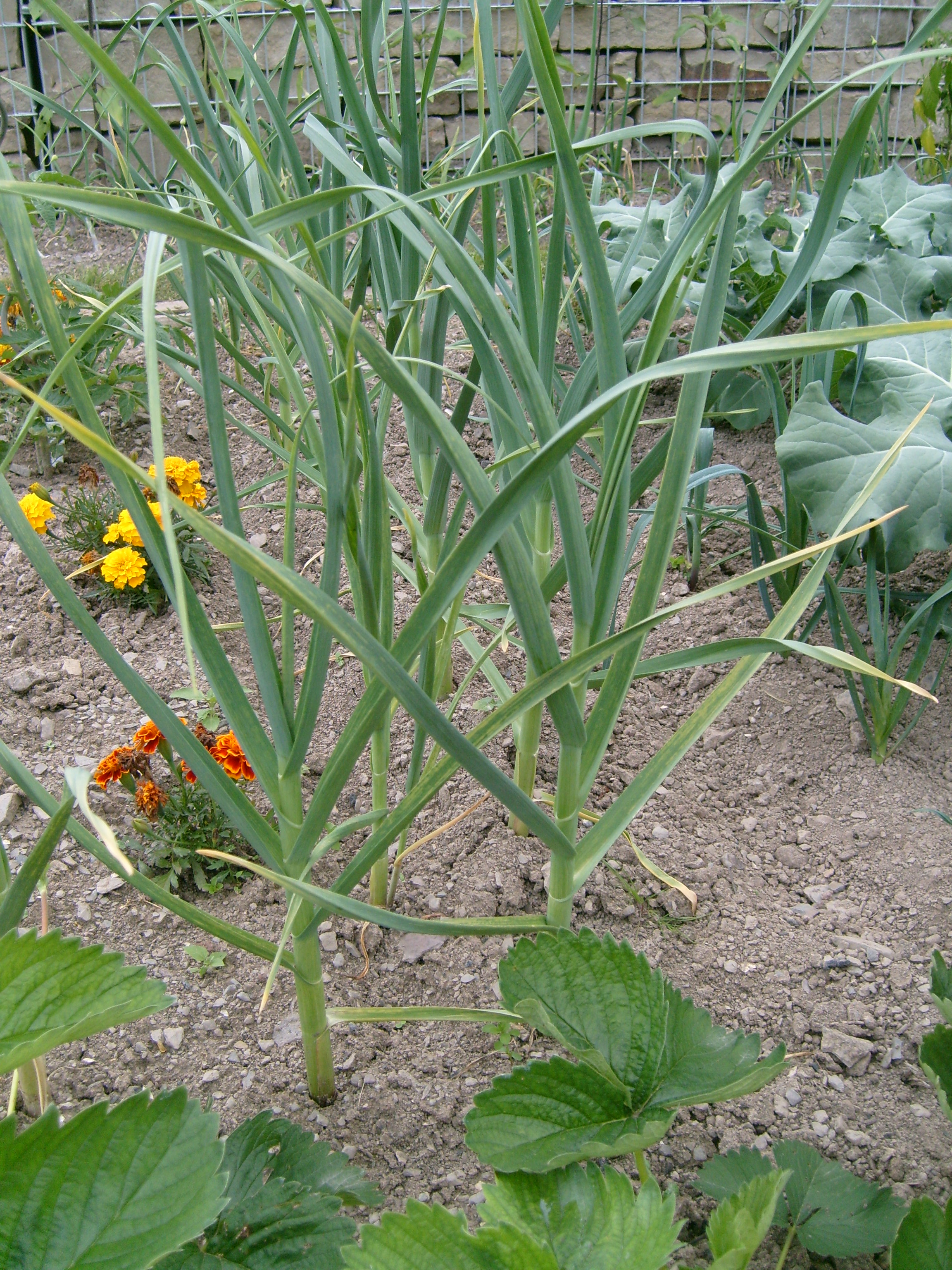
Végétation.
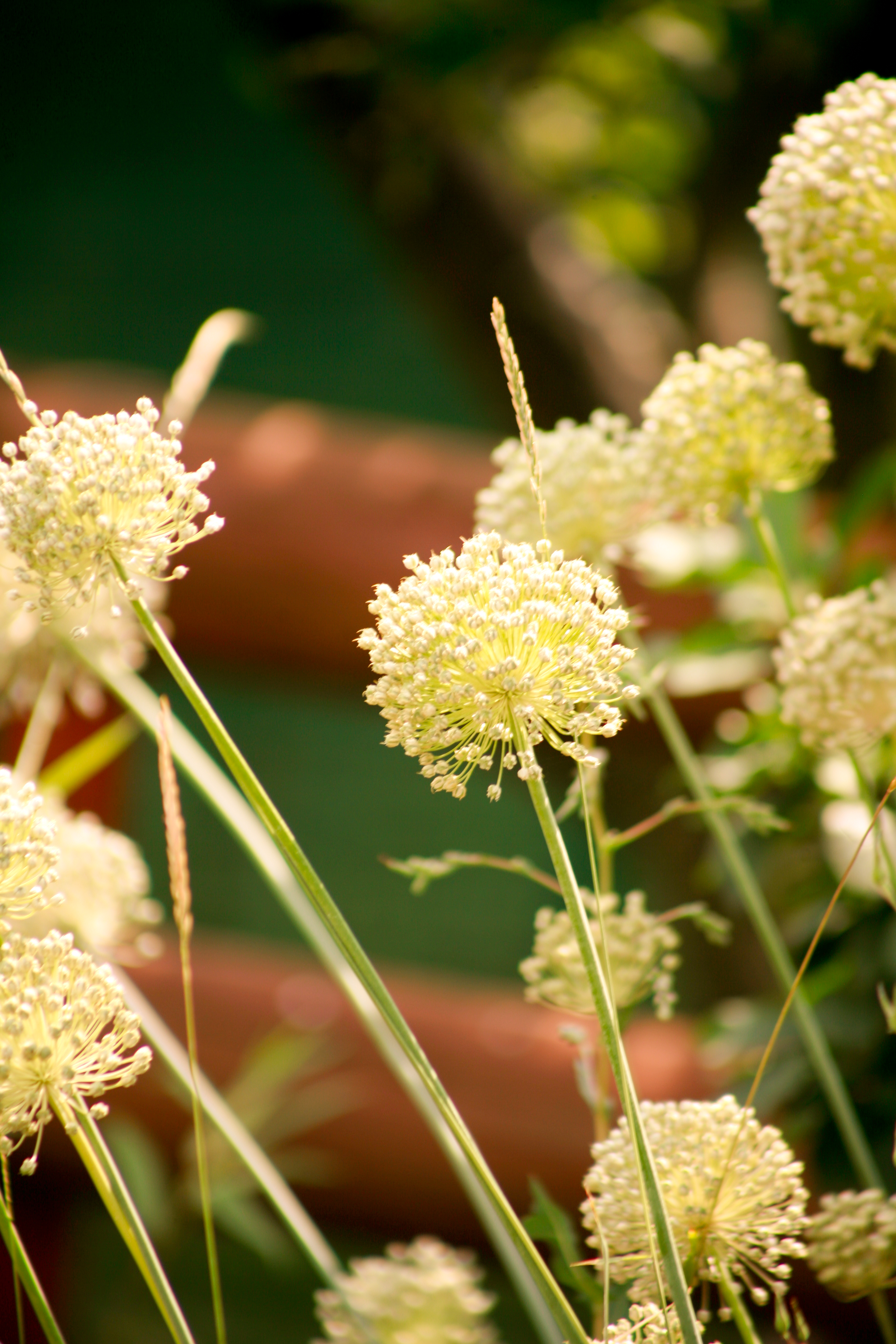
Inflorescences.
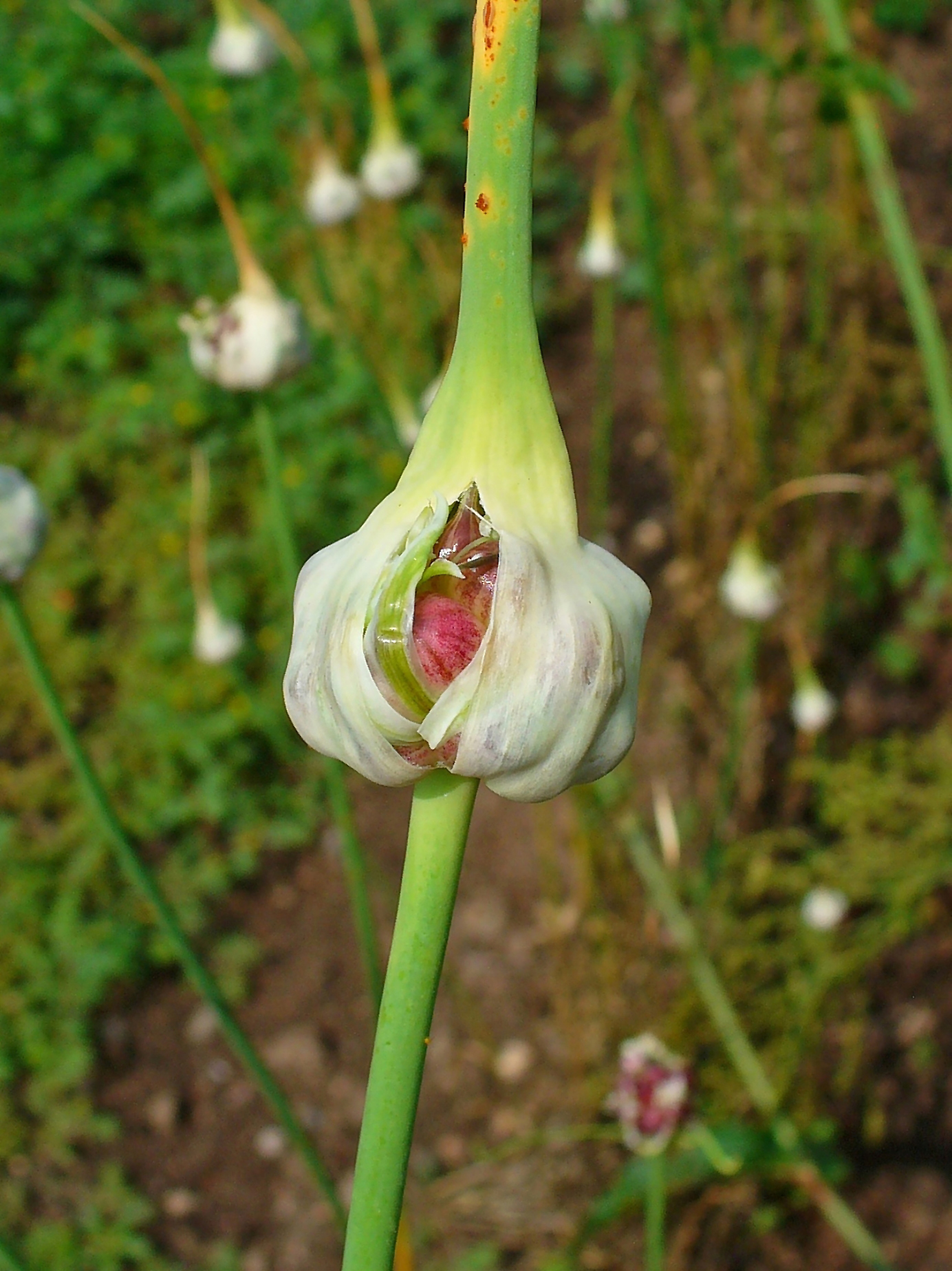
Bulbilles florales.
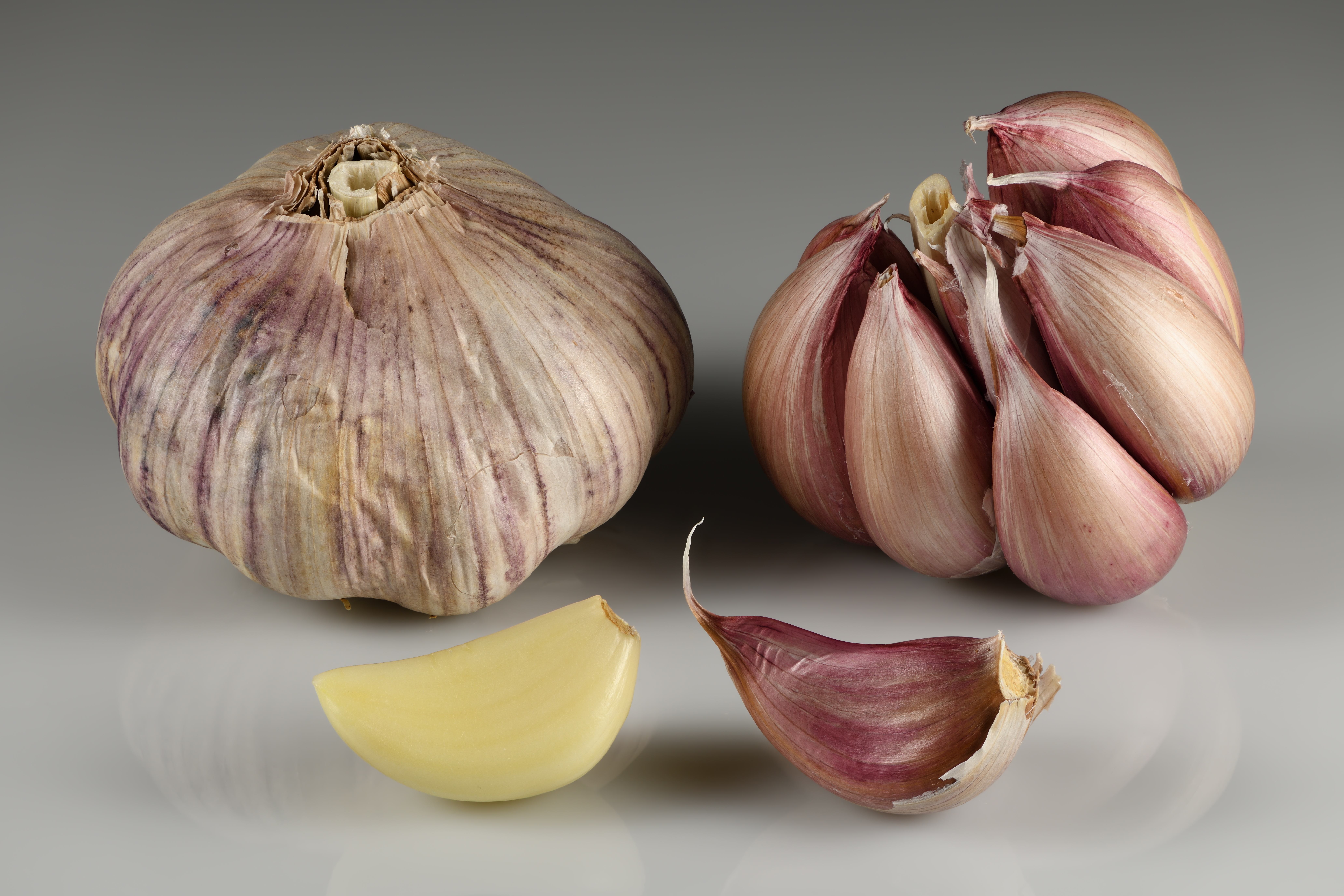
Têtes et gousses d'ail. Une tête non épluchée, une autre épluchée, gousses apparentes avec tunique, une gousse épluchée et une autre non épluchée.

L'inflorescence est rare chez beaucoup de cultivars et n'apparaît qu’occasionnellement en cas de stress. Elle est enveloppée d'une spathe en une seule pièce tombant assez rapidement. Les fleurs sont groupées en ombelles. Assez peu nombreuses, elles sont de couleur blanche ou rose et s'épanouissent en été.
Le fruit est une capsule à trois loges, mais celle-ci est très rarement produite et la hampe florale donne plus souvent naissance à des bulbilles florales sauf pour les cultivars originaires d'Asie centrale et du Caucase qui sont proches du type sauvage.
La multiplication végétative est plutôt la règle par le biais des bulbes formés à la base de la tige. Ce sont des bulbes composés de trois à vingt bulbilles arquées appelés gousses (ou caïeux ou cayeux). Chacun est entouré d'une tunique parcheminée et le groupe d'un même pied est lui-même inclus dans une tunique identique à multiples couches.

### Sous-espèces et variétés
(février 2019).
La classification traditionnelle distingue les cultivars selon des critères morpho-physiologiques en fonction de leur période de végétation et de la couleur de la tunique du bulbe et des bulbilles.
- L'ail d'automne est planté de septembre à novembre, c'est un ail blanc ou violet qui est souvent plus précoce mais supporte moins bien le froid[réf. nécessaire]. Il produit très rarement des hampes florales[réf. nécessaire]. La récolte s'étale sur deux mois de mi-avril à mi-juin[Où ?] pour la récolte en frais et de mi-mai[Où ?] à mi-juillet pour la récolte en sec. Il se conserve jusqu'en décembre-janvier[réf. nécessaire].
- L'ail de printemps est planté entre décembre et janvier avec un décalage d'un mois selon les variétés et le climat ; on peut parfois même le planter jusqu'en mars[Où ?]. Lui non plus ne produit que très rarement des hampes florales. C'est de l'ail rose qui se récolte presque toujours en sec en juillet. Il se conserve jusqu'en mars-avril de l'année suivante.
- L'ail à bâtons[Quoi ?] est dit alternatif[Par qui ?] car il peut être planté de novembre à février[Où ?]. Il produit couramment des hampes florales. Ce sont des ails roses récoltés généralement en sec de la mi-juin à la mi-juillet.

Chacun des groupes comporte ses propres cultivars, en grande partie cultivés dans les régions d'Europe méridionale.
Actuellement près de 130 cultivars sont inscrits au Catalogue européen des espèces et variétés et près de 40 au Catalogue officiel français.
Dans le cas de la France, en fonction du terroir où elles sont cultivées et de leur couleur spécifique, ces variétés sont parfois labellisées :
- Ail blanc de Lomagne (Midi-Pyrénées), IGP
- Ail d'Auvergne
- Ail de Cherrueix (Bretagne)
- Ail de la Drôme, IGP
- Ail de Provence
- Ail fumé d'Arleux (Nord-Pas-de-Calais), IGP[4]

- Ail rose de Lautrec (Midi-Pyrénées), IGP et Label rouge
- Ail rose du Var (synonymes : Rose de Brignoles ou Moulinen)
- Ail violet de Cadours (Midi-Pyrénées), AOP

Les huit labels européens de qualité d'ail distinguent également deux variétés italiennes (seules AOP accordées fin 2016) :
- Aglio Bianco Polesano,
- Aglio di Voghiera,

et une IGP espagnole :
- Ajo Morado de Las Pedroñeras.

En se basant sur les isozymes, une classification scientifique récente délimite plusieurs groupes et sous-groupes variétaux.
- Variété botanique Allium sativum var. sativum. Les deux premiers groupes ont le même profil enzymatique.
  - Groupe I : méditerranéens, hampe florale, deux feuilles fertiles. Dormance moyenne. Principalement présent en Espagne mais se rencontre aussi en France, en Italie, Croatie, Algérie. Aussi une variété présente au Sénégal et au Niger et un clone connu en Indonésie. Appelé n° IV, colorados, créole par certains auteurs. Connus en France avec le type Rose de Lautrec et les clones : 'Goulurose', 'Ibérose', 'Jardirose', 'Morasol', 'Morasur', 'Sultop' tous à tunique rose.
  - Groupe II : climats tempérés ou méditerranéens à hivers froids, pas de hampes florales, plus de trois feuilles fertiles. Dormance moyenne. 10-12 bulbilles à tunique rose ou nacrée. Profil enzymatique IIb. Principalement en Italie du Nord; présent dans de nombreux pays tempérés et aussi en Afrique de l'ouest. Appelé groupe III, blancos, silverskin par certains auteurs. Présent en France avec le Rosé du Var, Ail du Nord, Rose d'Auvergne et les clones : 'Arno', 'Printanor', 'Cristo', 'Gayant' à tunique nacré et 'Flavor', 'Fructidor', 'Jardinor', 'Moulinor' à tunique rose.
  - Groupe III : méditerranéens, pas de hampes florales, plus de trois feuilles fertiles. Grosses bulbilles. Dormance assez faible. 8-12 bulbilles à tunique blanches. Profil enzymatique IIc. Présent en Espagne du Sud, Roumanie, France, Californie également dans quelques zones en Afrique subtropicale. Appelé blancos, artichoke par certains auteurs. Connus en France avec les Blancs de la Drôme et de Limagne et le violet de Cadours et par les clones : 'Corail', 'Dario', 'Jolimont', 'Messidor', 'Thermidrôme' à tunique blanche et 'Germidour'[5]' à tunique violette.
    - Sous-groupe tropical : plus précoces avec des variétés de Chine du Sud et de Taïwan.

  - Groupe V : sud-méditerranéen ou tropical de plaine, hampe florale parfois présente, trois feuilles fertiles. Dormance très faible. Nombreuses bulbilles (20-40) à tunique blanche ou rose incluse dans une tunique blanche ou violette. Profil enzymatique IIa. Présent dans les zones chaudes (Sud et est Méditerranée jusqu'au Yémen, Guinée, Antilles, Réunion, Inde du Sud, Amérique du Sud. Nommé no II, subtropical par certains auteurs. Représenté en France par la variété 'Ramsès'.
    - Sous-groupe "asiatique précoce" : hampe florale parfois présente, deux feuilles fertiles, besoin en froid plus prononcé. Dormance très faible. Bulbilles plus grosses que le groupe IV. Appelé turban par certains auteurs. Connus en France avec les clones 'Primor', 'Sprint' tous à tunique violette et hampe florale.
- Variété botanique var. ophioscorodon

Groupe IV : climat continental, hampes florales, deux feuilles fertiles. Bulbilles plus grosses que le groupe I. Profil enzymatique III. Présent principalement en Europe de l'Est. Appelé rocambole, colorados, ruso, no III par certains auteurs. Comprend deux types différentes Rocambole et Continental.
- Variété botanique var. pekinense

Groupe de Chine du Nord et du Japon : hampes florales, deux feuilles fertiles. Ils peuvent être blancs ou roses rappelant dans ce cas certains cultivars du groupe I mais se conservent moins bien. Profil enzymatique IVb.
- Variété botanique var. longicuspis (voir chapitre « Origine »)

Groupe type sauvage : hampes florales vigoureuses, bulbes violets, deux feuilles fertiles. Certains auteurs les appellent porcelaine pour le type produisant de grosses bulbilles peu nombreuses ou purple striped pour le type produisant de nombreuses petites bulbilles. Profil enzymatique très varié : Ia, Ib, Ic, Id, IVa, IVb, IVc, IVd, IVe.
- Groupe variétal subtropical

Groupe VI : tropical de montagne, hampe florale, plus de trois feuilles fertiles, précoces, besoin en froid assez élevé. Bulbilles plus grosses que le groupe V et moins nombreuses (5-10) à tunique bulbaire violette. Dormance faible. Profil enzymatique Vb, Va. Rencontré au Mexique, Pérou, Égypte, La Réunion, Madagascar, Thaïlande, Viet-Nam. Nommé tropical, no I par certains auteurs.

### Principaux constituants

Alliine.

- Huile essentielle (disulfures de diallyle, allicine (antibiotique), alliine, alliinase, inuline)
- Glucides
- Sélénium
- Vitamines A, B, C et E
- Composés soufrés

La plante donne en moyenne par distillation 0,25 % d'huile essentielle (soit environ 7,5 mg par « gousse » d'ail d'environ 3 grammes, très loin du seuil de toxicité létale des sulfures d'allyle, qui nécessiterait l'ingestion de près de 200 gousses d'ail par kilo, ou plus de 14 000 gousses d'ail pour un adulte de 70 kilos, ce qui n'est pas réalisable). Toutefois sous la forme concentrée de l'huile essentielle distillée, le produit peut facilement devenir toxique et fortement allergène, par ingestion d'une quantité voisine du gramme. Des allergies peuvent cependant se développer avec au fil des années par des contacts sans protection, répétés et fréquents avec l'ail frais.
La cuisson de l'ail ôte la plus grande partie de sa toxicité allergène (mais ne le rend pas plus digeste pour ceux qui ont du mal à métaboliser ses composés organosoufrés trop concentrés). Cependant, la préparation initiale en écrasant la gousse d'ail fraîche (plus facile à réaliser en ôtant le germe central un peu trop ligneux, ce qui ne réduit pratiquement pas la quantité d'organosoufrés encore présents dans la gousse) et en laissant la purée d'ail s'oxyder à l'air pendant 15 minutes avant consommation (le temps que soient libérés les produits volatils les plus actifs et que s'effectue la transformation des alliines libérées) suffit généralement à lui ôter son caractère potentiellement allergène ou les intolérances digestives ; la faible toxicité relative du produit naturel est également réduite à néant dans un pH acide inférieur à 3 (par exemple dans l'estomac) et ne représente aucun danger spécial (ce n'est pas le cas de l'huile essentielle par un contact direct avec la peau et les muqueuses, sur lesquelles il peut provoquer des inflammations, dangereuses sur les muqueuses respiratoires : l'huile essentielle ne devrait pas être inhalée directement ou seulement à très faible dose et en diffusion lente).[réf. nécessaire]

### Composition
- 64 % d'eau
- 27,5 % de glucides
- 6 % de protéines
- 3 % de fibres
- Divers : prostaglandine, acide phénols, phytostéroïdes, polyphénols, flavonoïdes…
- Vitamines (mg par 100 g) : B1 (0,2), B2 (0,08), B3 (0,65), B5 (0,6), B6 (1,2), C (30), E (0,1), A…
- Minéraux (mg par 100 g) : Potassium (446), Soufre (200), Phosphore (144), Calcium (38), Magnésium (21), Sodium (10), Chlore (30)…
- Oligo-éléments : Fer (1,4), Zinc (1), Manganèse (0,46), Bore (0,4), Cuivre (0,15), Nickel (0,01), Molybdène (0,07), Iode (0,003), Sélénium (7  à   20 ppm).

Composition de l'huile essentielle :
| Composé                     | pourcentage |
| --------------------------- | ----------- |
| disulfure de diallyle       | 54,25       |
| trisulfure de diallyle      | 1,34        |
| tétrasulfure de diallyle    | 6           |
| sulfure de diallyle         | 5,7         |
| trisulfure de méthyl-allyle | 1,34        |
| disulfure de allyl-propyle  | 0,13        |
| disulfure de méthyl-allyle  | 1,94        |

## Parasites et maladies
La mouche des truffes et des Amaryllidaceae, Suillia lurida Meigen (= S. univittata (von Roser)) (Diptera Heleomyzidae) est nuisible à l'ail et à l'oignon.
La rouille, provoquant des baisses de rendement, apparaît fréquemment à cause d'un excès d'humidité.
Le virus de la mosaïque de l'ail provoque des stries et marbrures jaunes sur les feuilles. Suivant les variétés, les symptômes peuvent être discrets (mosaïque diffuse) ou très graves (plantes déformées et chétives).
La pourriture blanche de l'ail est provoquée par un champignon du sol (Sclerotium cepivorum), qui se transmet aussi par les bulbes.
La liste des produits phytopharmaceutiques autorisés en France pour lutter contre les parasites de l'ail est la suivante :
- Base E-phy du Ministère de l'agriculture

## Ail et métaux lourds
L'ail a lui-même un potentiel d'hyperaccumulateur de métaux lourds.
Des chercheurs s'intéressant à la phytoremédiation avaient déjà montré (2018) que la présence de certaines plantes pouvait doper la capacité d'absorption de métaux toxiques par d'autres plantes. Une autre expérience (publiée par Nature en) a montré qu'intercaler des plantations d'ail entre les rangs d'une culture de plantes hyperaccumulatrices de métaux lourd (monocultures de Ray grass (Lolium perenne), Vergerette du Canada (Conyza canadensis) et fougère Pteris vittata, dans le cas de cette expérience) améliore beaucoup la capacité de ces plantes à capter et bioaccumuler le cadmium et le plomb ; l'ail pourrait donc améliorer la phytoremédiation des sols polluées par les métaux.

La présence d'ail augmente l'absorption des métaux lourds par le ray gras anglais (Lolium perenne) de 66 % pour le cadmium et de 44 % pour le plomb. Il augmente chez Pteris vittata la captation de Cd de 26 % et de Pb de 15 %, et cet effet "dopant" est encore plus important chez Conyza canadensis (+ 87 % pour le plomb et + 77 % pour le cadmium).

Les auteurs de cette expérience ont constaté que la diversité bactérienne de chaque sol expérimental était riche, tant pour les protéobactéries, que pour les acidobactéries, les actinobactéries, les firmicutes et les planctomycètes, mais avec quelques différences entre les sols des monocultures de ray-grass et ceux des plantations intercalées de ray-grass et d'ail :  la part de protéobactéries, d'acidobactéries et d'actinobactéries a légèrement augmenté dans les plantations mixtes.

Cette étude confirme que des plantes considérées comme mauvaises herbes, croissant sans ou avec un faible entretien, peuvent voir leur absorption de métaux toxiques s'accroître significativement à fortement au voisinage de plants d'ail.

## Ethnobotanique

### Origine

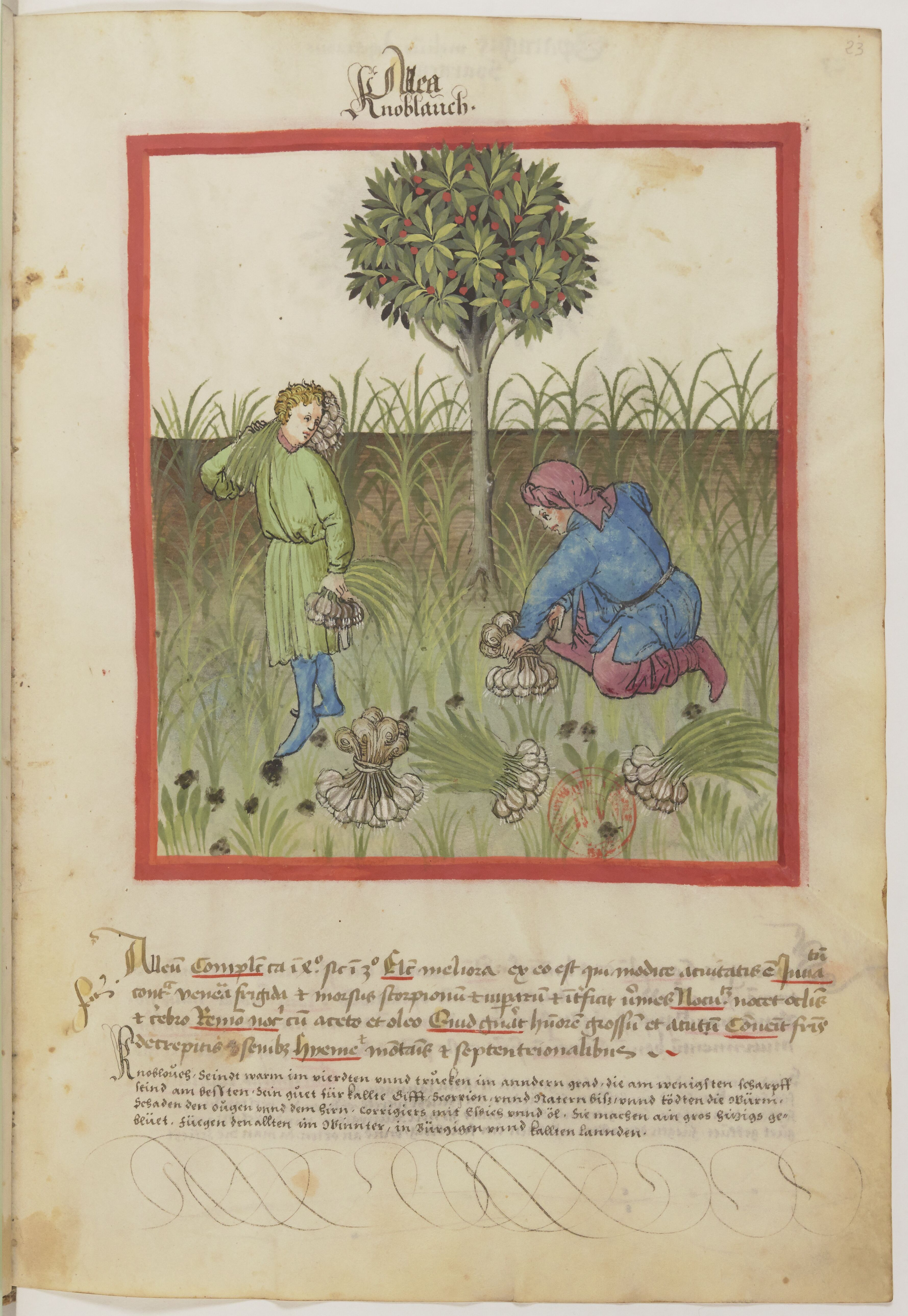
« Récolte de l'ail » dans le Tacuinum sanitatis, manuel médiéval sur la santé.

Le centre de primo-diversification se situe en Asie centrale (Kazakhstan, Tadjikistan, Xinjiang) avec une branche secondaire en Méditerranée et dans le Caucase et une autre en Afghanistan et Nord de l'Inde. Ces souches sauvages ont une morphologie assez peu diversifiée qu'on peut décrire en trois groupes : les « asiatiques précoces » présents dans le centre de l'aire, le groupe IId à l'est et le groupe probablement originel à grandes hampes florales et bulbes violets représenté par trois types l'un à bulbilles peu nombreuses (4-6) et assez grosses, un autre à bulbilles plus nombreuses (8-12) et plus petites et un troisième à bulbilles très petites (taille d'un pois) et encore plus nombreuses.
Ce troisième groupe a des hampes à fleurs soit mâles-stériles soit mâles-fertiles. Certains clones produisent des graines normalement. Ils sont très proches morphologiquement mais en fait assez diversifiés génétiquement et sont regroupés sous le nom de variété botanique var. longicuspis.

### Diffusion
Il est utilisé depuis 5 000 ans. Il figure dans la plus ancienne recette de cuisine, originaire de Mésopotamie, qui soit parvenue à l'époque contemporaine. On a retrouvé des gousses d'ail en argile datant de 3 750 ans av. J.-C. Il était largement cultivé en Égypte. Hérodote rapporte que le premier conflit social connu de l'histoire de l'humanité fut provoqué par la ration d'ail supprimée aux ouvriers égyptiens construisant la pyramide de Cheops.
Le papyrus Ebers mentionne l'ail à 22 reprises pour différentes affections,. Les Grecs et les Romains lui prêtaient un pouvoir fortifiant et le donnaient à manger à leurs soldats en campagne. Les athlètes grecs en consommaient de grandes quantités, pour son pouvoir fortifiant (les propriétés de vasodilatation, de broncho-dilatation de l'ail revêtent effectivement un intérêt évident pour améliorer les performances sportives). Dans l’Odyssée, Hermès en donne à Ulysse qui l'utilise comme antidote pour ne pas être changé en pourceau par Circé. Dans son Ploutos, Aristophane raconte, pour faire rire le public, que l'ail pouvait être utilisé par certains masochistes de la manière suivante :

« Nous ne nous torchons plus avec des cailloux : / par raffinement nous n’utilisons plus que des têtes d’ail ! »

— Traduction P. Thiercy, La Pléiade, 1997, v. 817
Après avoir fui l'Égypte, une partie des Hébreux regrette l'alimentation du temps de l'esclavage. Au nombre des denrées citées apparaît l'ail :

« [...] et même les enfants d'Israël recommencèrent à pleurer et dirent : Qui nous donnera de la viande à manger ? Nous nous souvenons des poissons que nous mangions en Égypte, et qui ne nous coûtaient rien, des concombres, des melons, des poireaux, des oignons et des aulx. »

— Nombres 11.4-5
Tout le monde connaît l'odeur de l'ail, excepté celui qui en a mangé et qui ne se doute pas pourquoi chacun se détourne à son approche. Athénée raconte que ceux qui mangeaient de l'ail n'entraient point dans les temples consacrés à Cybèle. Virgile en parle comme d'une plante utile aux moissonneurs pour augmenter leurs forces dans les grandes chaleurs, et le poète Macer, pour les empêcher de s'endormir dans la crainte des serpents. Les Égyptiens l'adoraient, les Grecs, au contraire, le détestaient, les Romains en mangeaient avec plaisir. Horace qui, le jour même de son arrivée à Rome, avait pris une indigestion d'une tête de mouton à l'ail, l'avait en horreur.
Alphonse, roi de Castille, l'avait en si grande aversion, qu'en 1330 il institua un ordre dont les statuts portaient que ceux des chevaliers qui auraient mangé de l'ail ou de l'oignon ne pourraient paraître à la cour ni communiquer avec les autres chevaliers, au moins pendant un mois.

« La cuisine provençale est basée sur l'ail. L'air, en Provence, est imprégné d'un parfum d'ail qui le rend très sain à respirer : il entre pour principal condiment dans la bouillabaisse et dans les principales sauces. On en fait, écrasé avec de l'huile, une espèce de mayonnaise que l'on mange avec du poisson et des escargots. Le déjeuner des Provençaux des classes inférieures, se compose souvent d'un croûton de pain, arrosé d'huile et frotté d'ail. »

— Alexandre Dumas, Grand Dictionnaire de cuisine, 1re édition, éd. Alphonse Lemerre, Paris, 1873 ; préface de Daniel Zimmermann, éd. Phébus, Paris, 2000  (ISBN 978-2-85-940684-4), notice « ail », p. 91–92.

« Les Anciens tenaient l'ail en haute estime ; Hippocrate le classait parmi les médicaments sudorifiques, assurant que l'ail était « chaud, laxatif, et diurétique ». Grâce aux croisés, qui contribuèrent à le diffuser en Europe, l'ail ne tarda pas à faire figure de panacée, même contre la peste et les possessions démoniaques.

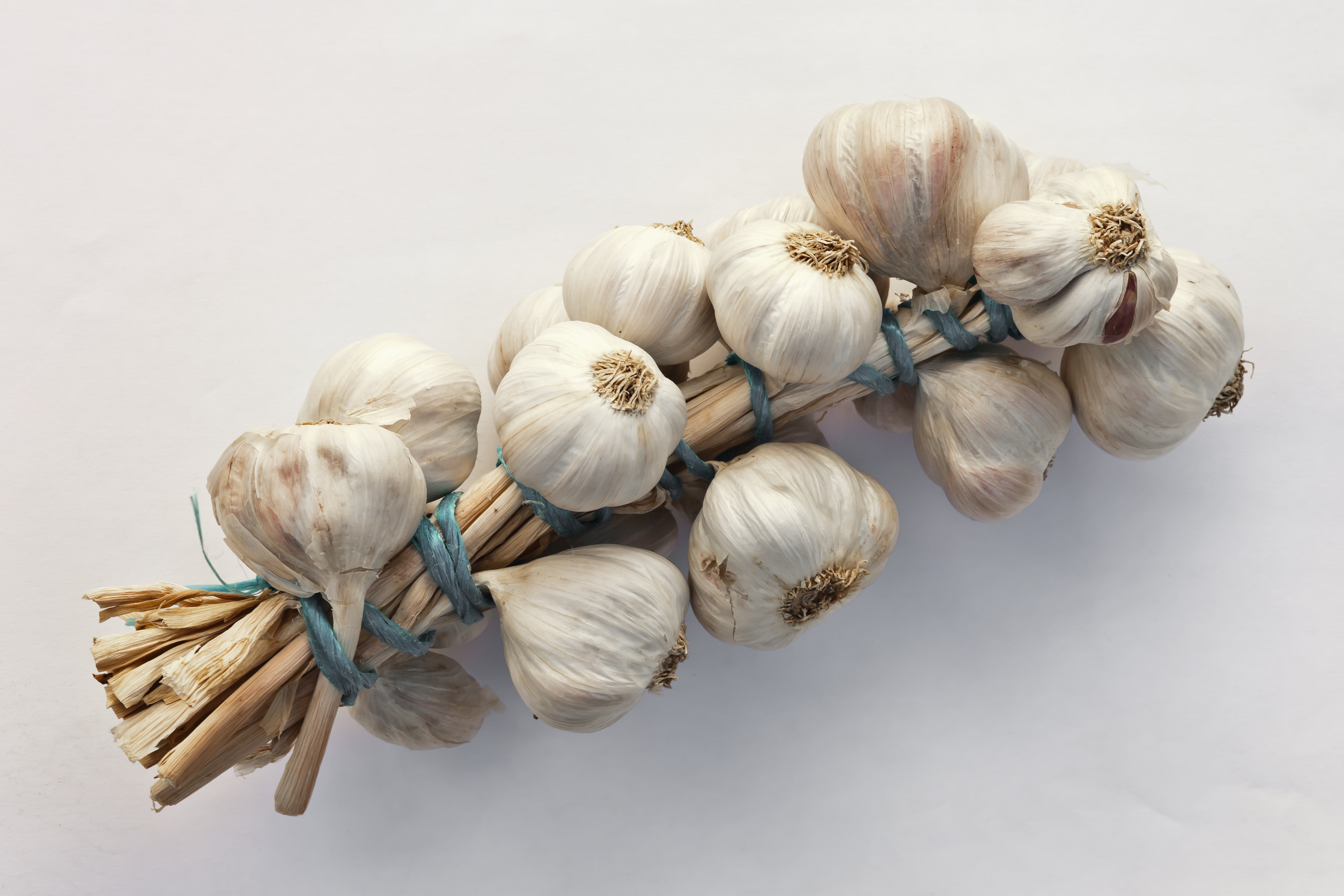
Tresse d'ail.

L'une des sauces médiévales les plus employées était la « sauce d'aulx », où l'ail pilé s'alliait au persil et à l'oseille, pour accompagner les poissons, ou au vinaigre et à la mie de pain, pour les grillades. »

— Larousse gastronomique, éd. Larousse, Paris, 1996  (ISBN 2-03-507300-6), notice « ail », p. 28.
Il fait partie des plantes dont la culture est recommandée dans les domaines royaux par Charlemagne dans le capitulaire De Villis (fin du VIIIe ou début du IXe siècle).
Il semblerait que ce soit Christophe Colomb qui ait introduit l'ail aux Amériques, en important des gousses d'ail à Saint-Domingue d'où la plante aurait été diffusée sur les continents américains. Son utilisation en Amérique — à l'exception de la Louisiane et de l'Acadie — est cependant restée très limitée pendant près de 300 ans en raison de l'influence du puritanisme[pourquoi ?].
Il est maintenant cultivé dans le monde entier sous presque tous les climats sauf polaire.

### Culture
La plante aime les sols légers, profonds, riches en éléments nutritifs anciens et bien drainés. Les bulbes d'ail pourrissent dans les sols lourds et glaiseux, surtout s'ils restent humides. Il ne faut pas cultiver dans les sols organiques ni utiliser de fumiers frais, cela les fait pourrir.
Les différentes gousses sont séparées des bulbes et sont enfouis tête en haut visible à 2-3 cm de profondeur. Les plants sont espacés de 10 à 15 cm sur les lignes qui sont elles-mêmes séparées de 25 à 30 cm.
En France, on peut le planter à partir de mai. Dans les régions plus chaudes, la plantation peut se faire jusqu'en automne si elle est faite dans un sol qui se drainera bien en hiver. Les plantations automnales donnent de meilleures récoltes.
Au Canada, la plantation se fait généralement en octobre sous un paillis qui est retiré au printemps. Certains préfèrent planter au printemps dès que le sol est dégelé. La récolte se fait fin juillet, début août.

### Production

#### Production mondiale
| Production en tonnes Données de FAOSTAT (FAO) | Production en tonnes Données de FAOSTAT (FAO) | Production en tonnes Données de FAOSTAT (FAO) | Production en tonnes Données de FAOSTAT (FAO) | Production en tonnes Données de FAOSTAT (FAO) | Production en tonnes Données de FAOSTAT (FAO) |
| --------------------------------------------- | --------------------------------------------- | --------------------------------------------- | --------------------------------------------- | --------------------------------------------- | --------------------------------------------- |
|                                               | 2018                                          | 2018                                          | 2019                                          | 2019                                          |                                               |
| Chine                                         | 22 685 593                                    | 79 %                                          | 23 258 424                                    | 79 %                                          |                                               |
| Inde                                          | 1 611 000                                     | 5 %                                           | 2 910 000                                     | 5 %                                           |                                               |
| Bangladesh                                    | 461 970                                       | 1 %                                           | 466 389                                       | 2 %                                           |                                               |
| Égypte                                        | 348 700                                       | 1 %                                           | 318 800                                       | 1 %                                           |                                               |
| Espagne                                       | 273 480                                       | 1 %                                           | 271 350                                       | 1 %                                           |                                               |
| États-Unis                                    | 260 340                                       | 1 %                                           | 237 340                                       | 1 %                                           |                                               |
| Algérie                                       | 202 201                                       | 1 %                                           | 223 311                                       | 1 %                                           |                                               |
| Ouzbékistan                                   | 254 857                                       | 1 %                                           | 216 272                                       | 1 %                                           |                                               |
| Birmanie                                      | 203 432                                       | 1 %                                           | 208 908                                       | 1 %                                           |                                               |
| Russie                                        | 211 981                                       | 1 %                                           | 202 120                                       | 1 %                                           |                                               |
| Autres pays                                   | 2 297 790                                     | 8 %                                           | 2 395 329                                     | 8 %                                           |                                               |
| Monde                                         | 28 811 344                                    | 100 %                                         | 30 708 243                                    | 100 %                                         |                                               |

#### Production française
La production française est, en 2017, de 20 432 tonnes.

#### Indication géographique protégée
Plusieurs cultures ont reçu le label IGP pour l'ail : ail rose de Lautrec, cultivé dans le département du Tarn, en 1996 (Label rouge depuis 1966), ail blanc de Lomagne (2008), ail fumé d'Arleux (2010), ail de la Drôme (2008).

##### Génétique

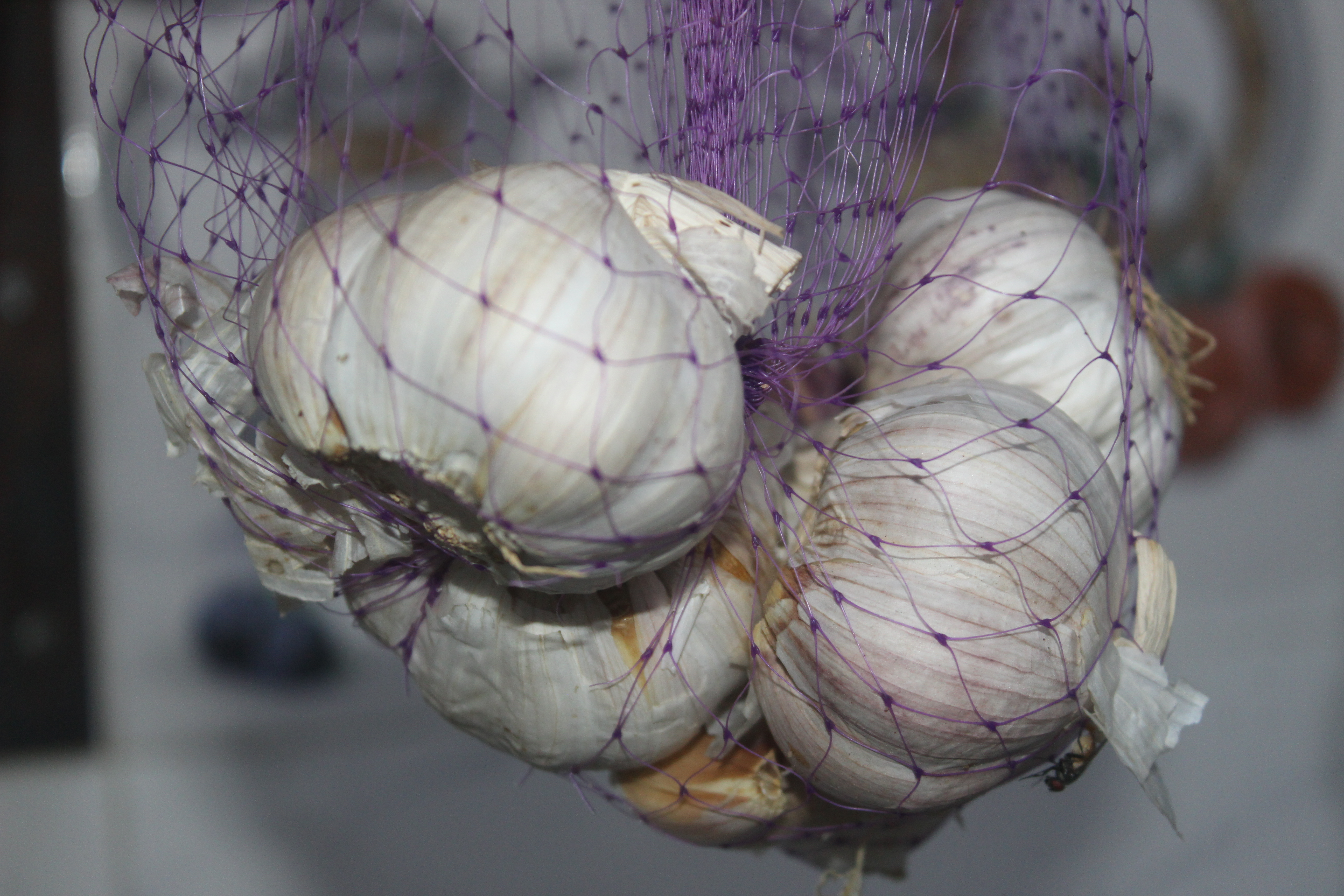
Ail cultivé au Sénégal

Malgré son très grand intérêt alimentaire et thérapeutique, l'ail n'a fait l'objet que de peu de recherches d'amélioration à part la sélection très souvent massale et empirique des cultivars existant actuellement. La mise en observation de cultivars issus de graines collectés en Asie centrale commence à peine (Japon, États-Unis, Europe, Israël) pour trouver des variétés résistantes aux maladies ou pouvant être reproduites par graines. Une variété mexicaine fertile vient d'être découverte pouvant déboucher sur une amélioration destinée aux pays tropicaux.
L'hybridation intra- ou interspécifique sexuelle ou somatique, puisqu'elle est souvent stérile, est pour le moment très confidentielle, voire inexistante. Les seuls essais d'hybridation ont eu lieu avec le poireau d'été (Allium ampeloprasum) et avec l'oignon (Allium cepa) et ont été effectués uniquement à des fins d'étude du matériel génétique. Il n'existe aucun hybride commercialisé.
Sa numération chromosomique est 2n=2x=16. Il n'y a pas de polyploïdes connus.

### Utilisations

#### Utilisation culinaire
En sus de la gousse, la tige et la fleur sont consommées cuites à la vapeur, grillées ou coupées finement et sautées. Ils sont utilisés dans de nombreuses recettes et servent notamment  à la préparation du beurre à l'ail et du pesto.
Quelques recettes :
- l'aïoli ;
- le beurre d'escargot ;
- l'aigo boulido ;
- la rouille (cuisine) :
- la fondue au fromage ;

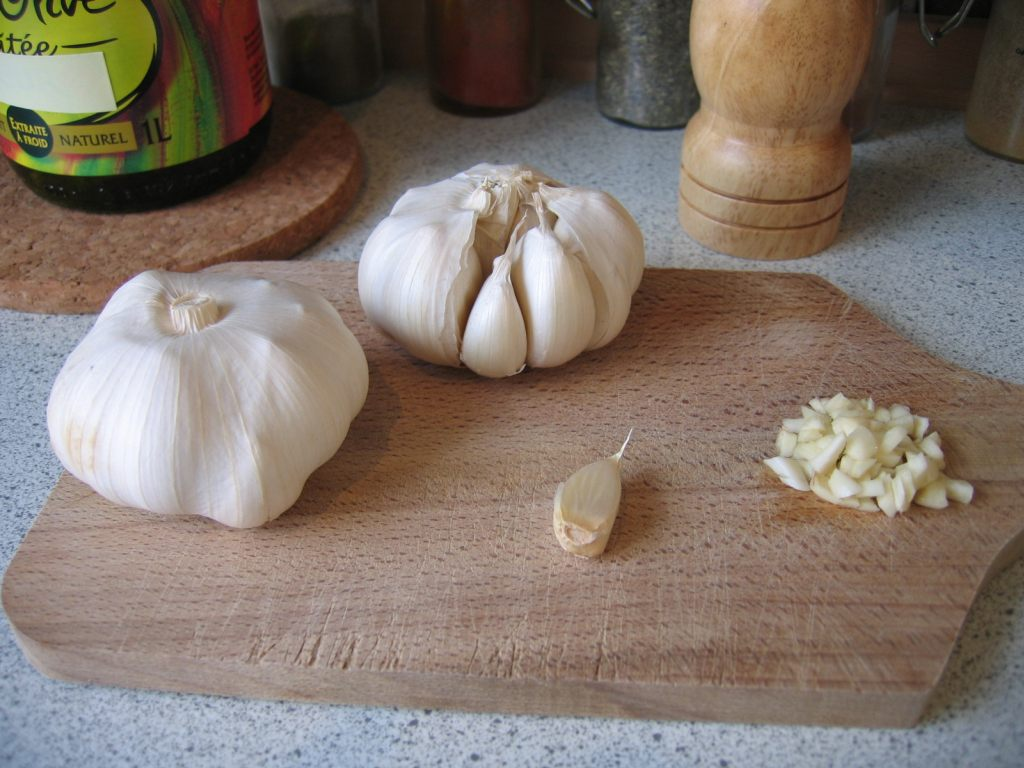
Deux têtes et une gousse d'ail entière
ainsi qu'une autre hachée en morceaux.

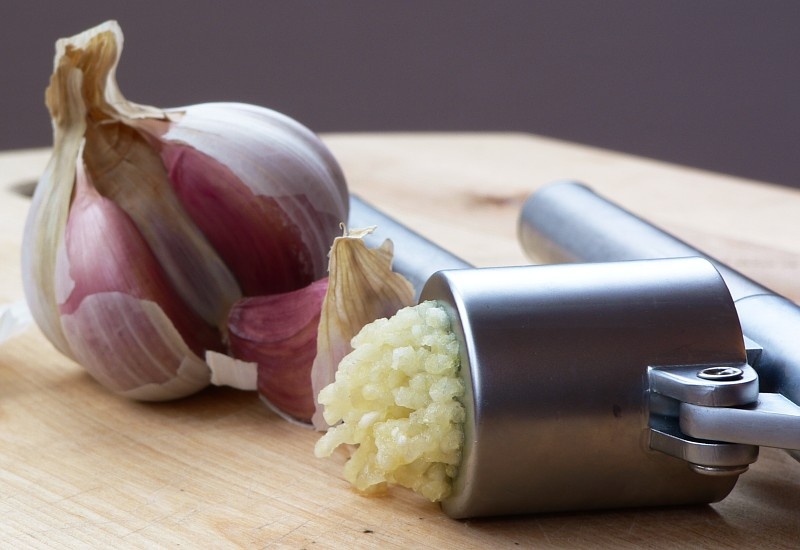
Ail écrasé avec un presse-ail.

- la pasta cu l'agghia (pâtes à l'ail, recette sicilienne) ;
- la knoblauchsuppe (soupe à l'ail autrichienne) ;
- la knoblauchbaguette (pain frotté à l'ail puis passé au four, recette autrichienne) ;
- le tourin, soupe à l’ail, spécialité de la cuisine gasconne ;
- la sauce toum, notamment dans des recettes libanaises et moyen-orientales ;

Quand on cuisine de l'ail, certains conseillent de retirer le germe, qui serait moins digeste que le reste de la gousse (en raison d'une plus grande concentration de produits organo-sulfurés).

#### L'aillet
L'aillet ou ail vert est une jeune pousse d'ail d’environ trois mois et 20 cm de haut, qui n'a pas encore formé ses gousses et ne se trouve donc qu'au printemps. On en utilise le fût et les feuilles. Découpé en fines rondelles, on l'utilise pour parfumer les salades, vertes ou composées et les omelettes. Sa saveur est assez prononcée et se rapproche de celle de l'ail. Il peut être également utilisé en cuisson, dans des plats de printemps, avec des légumes nouveaux. Il se congèle bien.
L'aillet est surtout apprécié en France du Poitou-Charentes au Languedoc. Pour les amateurs, c'est un ingrédient indispensable pour la cuisson du chevreau, apprécié lui aussi à la période de Pâques.

### Valeur nutritive et médicinale

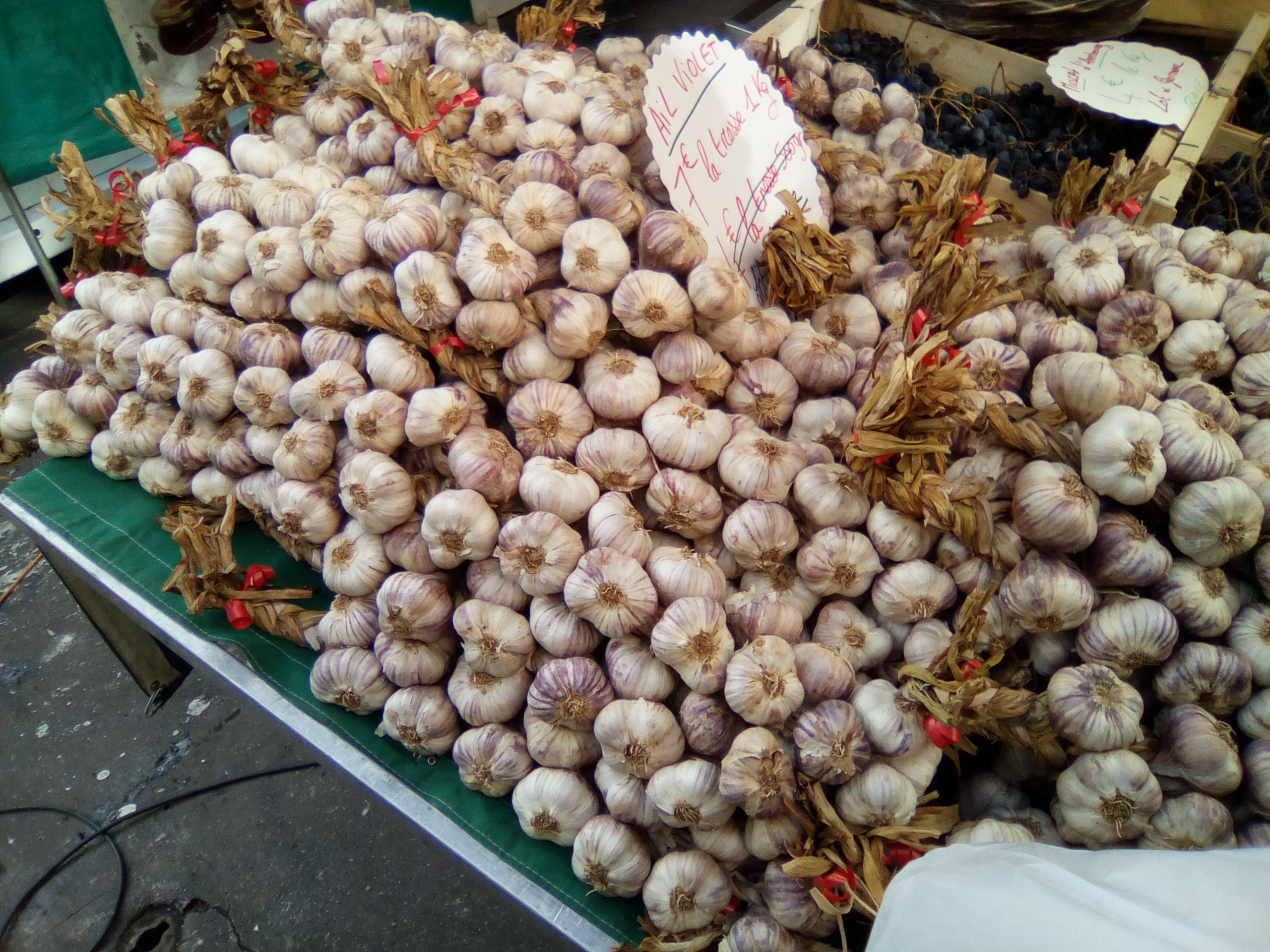
Stand d'ail sur un marché de producteurs.

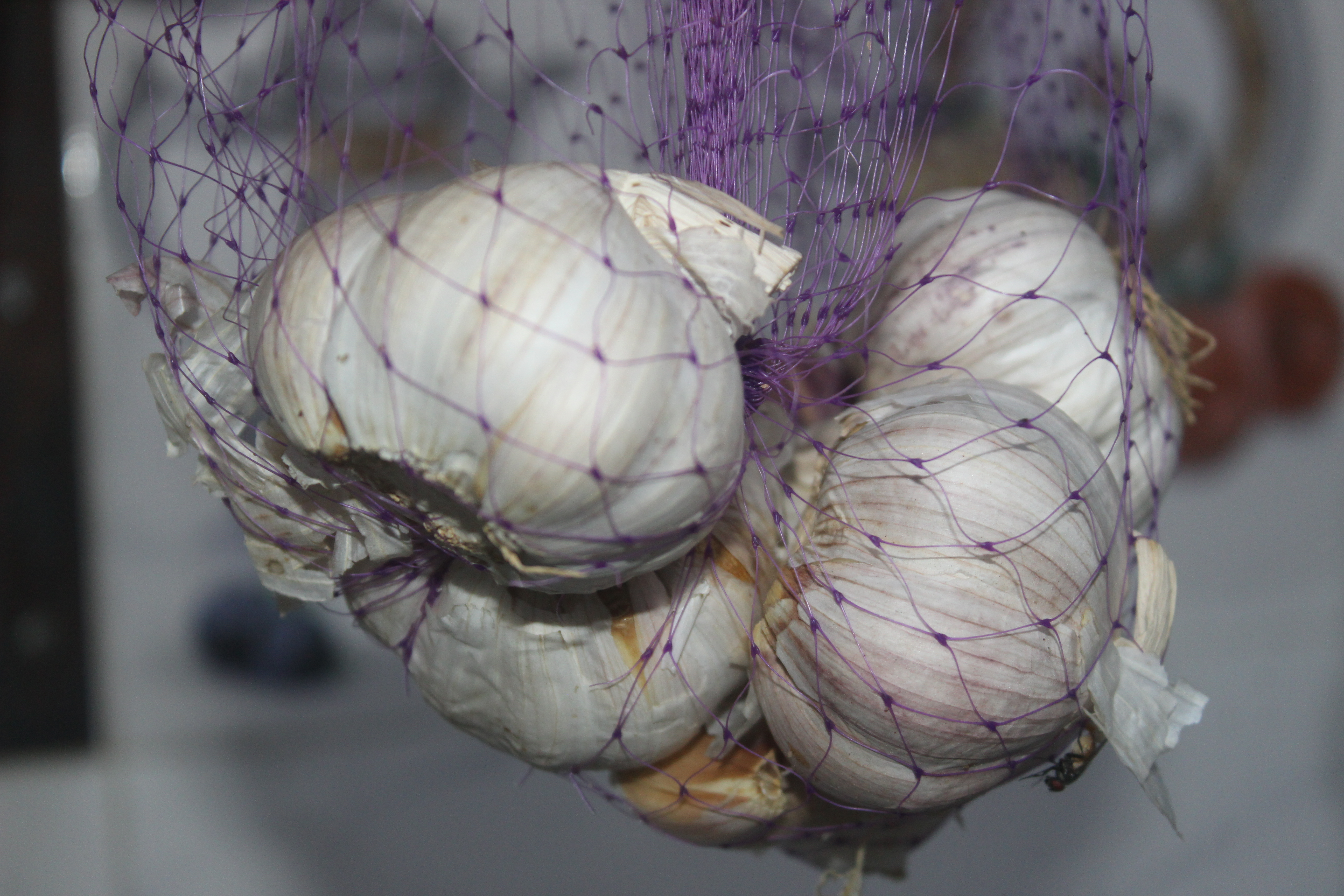
Ali de cuisine au Sénégal

Il a des effets hypolipidémiant, anticoagulant (tous deux ayant un effet contre l'athérome), antihypertenseur, chélateur (contre certains métaux lourds et toxines), antioxydant, immunostimulant et anti-cancer.
L'utilisation médicinale est importante : des extraits d'ail sont ingérés pour des raisons médicales par un peu plus de 4 % de la population américaine et 10 % de la population australienne.
L'ail renferme des vitamines A, B1, B2, B6, K, E et C, divers antibiotiques naturels dont l'ajoène (ce dernier, instable, serait retrouvé à de trop faibles doses dans l'organisme après ingestion d'ail pour avoir une réelle efficacité) ainsi que des agents anticholestérolémiants (cette dernière propriété n'ayant pas été confirmée). Il contient de l'inuline, qui est un prébiotique (il stimule le développement des bactéries bénéfiques de la flore intestinale). Il contient de l'allicine, un composé soufré anti-bactérien, anti-infectieux, et qui combat les virus.
Il possède des agents anticoagulants, pouvant potentialiser les risques de saignement en cas d'association avec des médicaments antiagrégants plaquettaires.

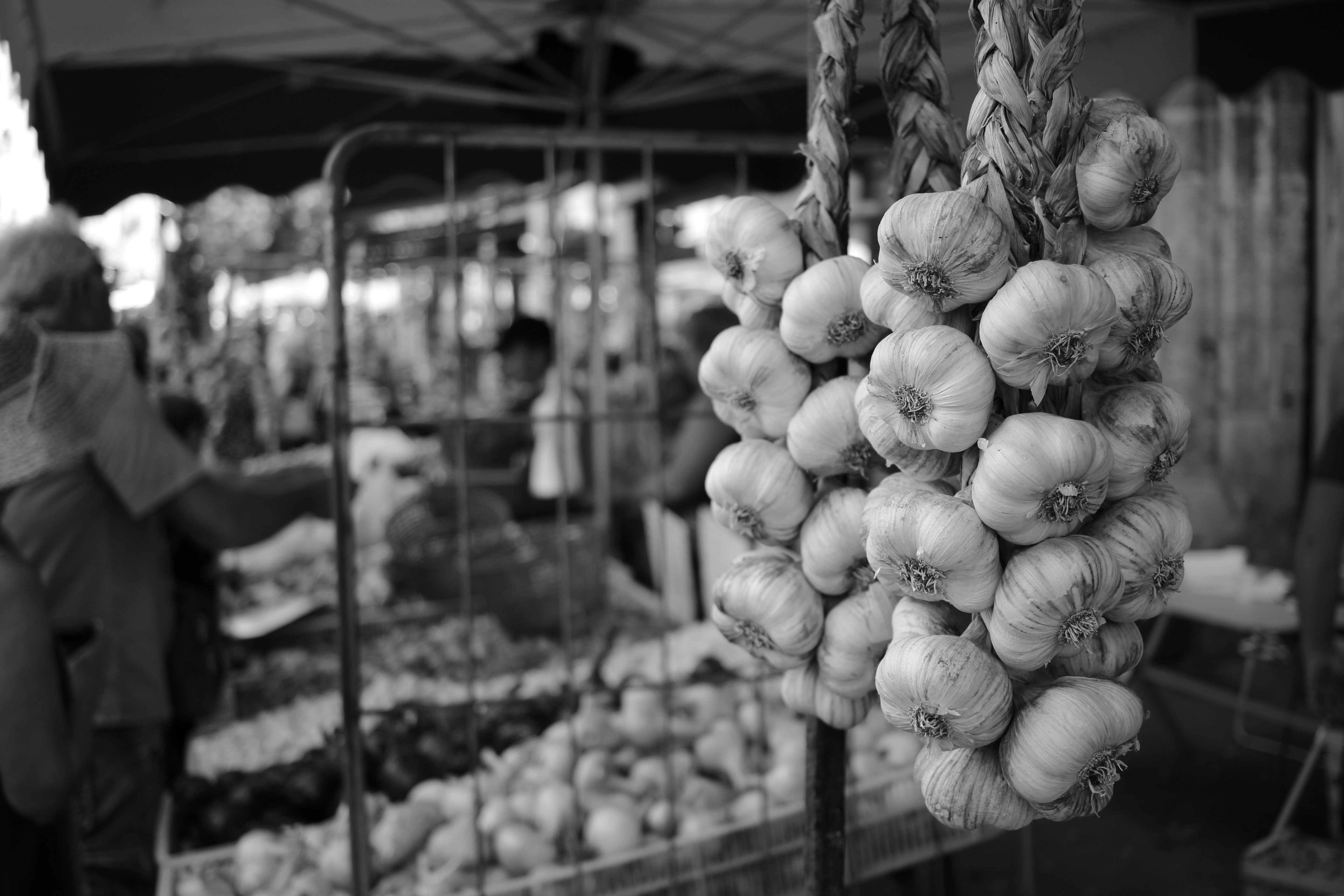
Un étal de la foire à l'ail et au basilic de Tours en 2018.

Les extraits d'ails sont utilisés communément dans le traitement du rhume. Dans une étude randomisée en double aveugle, les personnes qui avaient pris de l'ail tous les jours pendant trois mois avaient 2,7 fois moins de risques d'avoir un rhume, et lorsqu'elles tombaient malades, le rhume durait un jour de moins. Les auteurs concluent cependant en indiquant qu'il manque d'études concernant les effets de l'ail sur le rhume.
Il pourrait avoir une efficacité modérée pour réduire le risque d'hypertension artérielle,.
Sur la base de cinq études,,,,, une synthèse statistique internationale estime qu'il existe suffisamment de preuves pour affirmer que la consommation régulière d'une gousse d'ail (3 g) par jour réduirait de moitié le risque de cancer de l'estomac, du colon et du rectum. L'enzyme alliinase, qui produirait ces effets, nécessite d'attendre 15 minutes après avoir écrasé de l'ail cru, avant sa consommation,. Les cancers du cerveau, de la gorge, du poumon, du sein et de la prostate ne seraient en revanche pas significativement réduits.
Il permet de traiter différentes mycoses, dont celle du pied,,.

### Traditions

#### «Capitales de l'ail»

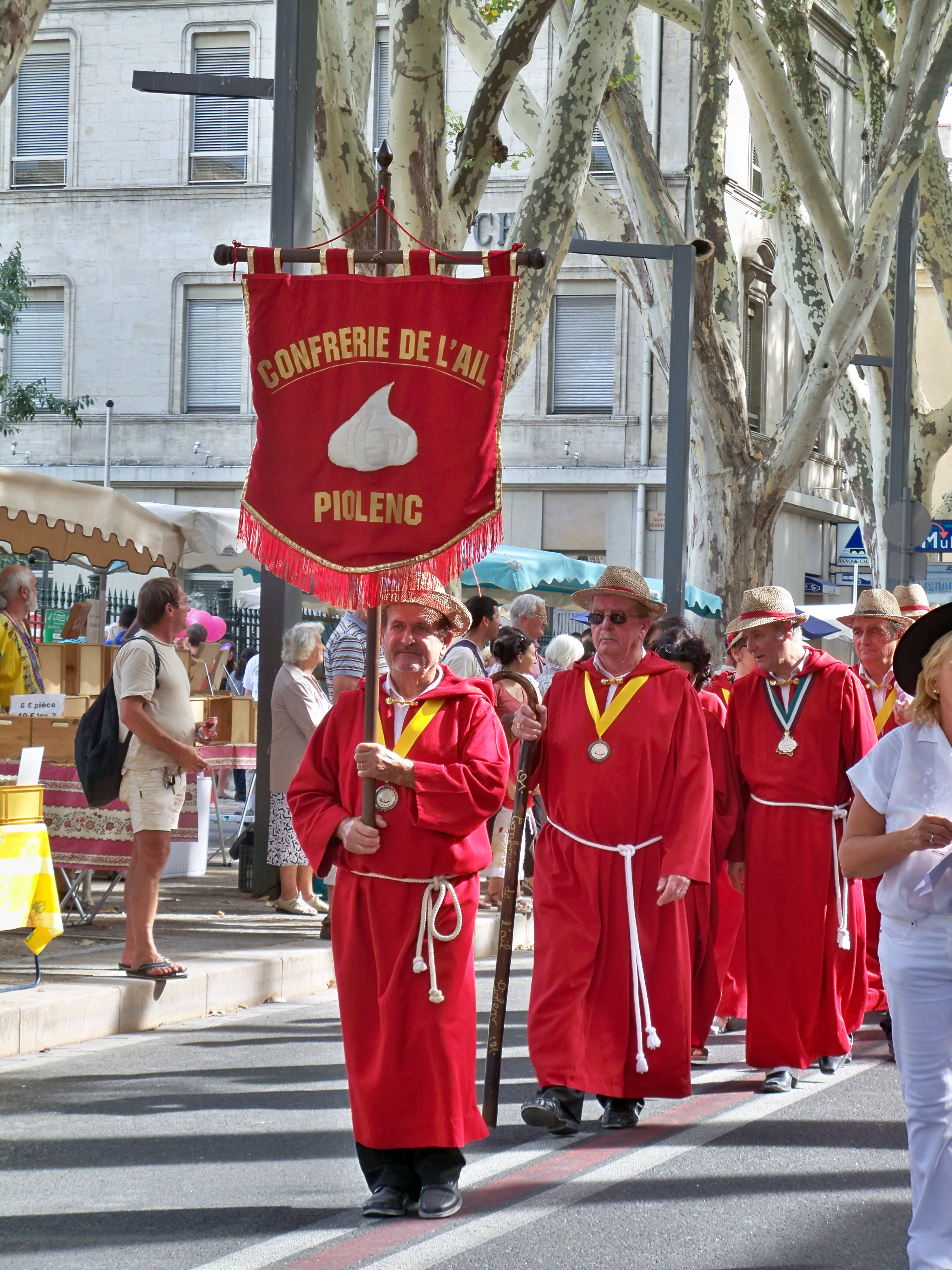
Confrérie de l'Ail de Piolenc (Vaucluse).

En France, de nombreuses villes et villages se donnent volontiers le titre de « capitale de l'ail » :
- Arleux, dans le Nord, capitale de l'ail fumé.
- le village de Piolenc est la capitale de l'ail provençal (festival de l'ail, chaque année le dernier week-end d'août).
- dans le Gers, Saint-Clar est la capitale de l'ail blanc, titre également revendiqué, dans la même zone géographique, par Beaumont-de-Lomagne (Tarn-et-Garonne).
- dans la Haute-Garonne, Cadours, la capitale de l'ail violet.
- dans le Tarn, Lautrec, capitale de l'ail rose.
- dans le Puy-de-Dôme, Billom est la capitale de l'ail auvergnat.
- à La Réunion, c'est Petite-Île qui est la capitale de l'ail.

Aux États-Unis, la capitale de l'ail est Gilroy (Californie).

#### Célèbres foires à l'ail

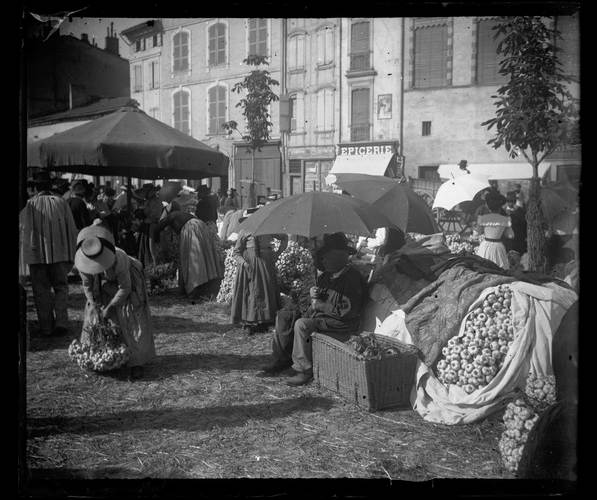
Foire à l'ail – Toulouse
(Eugène Trutat, 1899).

- En Champagne-Ardenne, la foire à l'ail de Givet, chaque 11 novembre.
- En Auvergne, la foire à l'ail de Billom, chaque mi-août.
- Dans le Nord de la France, à Arleux, chaque premier dimanche de septembre.
- Dans le Nord, également, à Feignies, chaque dernier dimanche d'août.
- Au sud, à Uzès : tous les 24 juin, foire à l'ail à l'occasion de la Saint-Jean.
- Dans l'ouest, à Cherrueix, fin juillet.
- Dans le Tarn, à Lautrec, chaque premier vendredi d'août.
- En Tarn-et-Garonne : Beaumont-de-Lomagne.
- Dans le Gers : Saint-Clar.
- À Tours (Indre-et-Loire) le jour de la Sainte-Anne (juillet) autour des halles.
- En Drôme, la foire à l'ail de Sauzet fin juillet.

En Charente et en Charente-Maritime, le matin du 1er mai, la coutume perdure dans des villages de se rassembler pour manger le brin d'aillet avec du pain, du saucisson, du grillon et un verre de vin.
A Pâques, on prépare aussi le gigot de chevreau rôti avec de l'aillet.[réf. nécessaire]
Le village de Saint-Ail, en Meurthe-et-Moselle est en fait placé sous la protection de saint Étienne.

### Étymologie et linguistique
« Ail […] (XIIIe siècle), d'abord al (XIIe siècle), […], est issu du latin allium […]. La forme classique en latin est alium, mot probablement autochtone (italique) […]. Une autre source propose une étymologie assez confuse: il proviendrait du latin "olere" (sentir) - pour des raisons évidentes, ou du grec "hallesthai" (surgir) - compte-tenu de sa rapidité de croissance, ou du celtique "all" (brûlant, âcre) - compte-tenu de sa saveur, hypothèse la plus vraisemblable.
Le nom français des plantes de ce genre donne au pluriel "ails" pour les botanistes, "aulx" pour les négociants.
Il a eu des emplois figurés en locution, ne… pas un ail (XIIe siècle) signifiant « très peu de choses », avec diverses variantes pittoresques (ne pas valoir la queue d'un vieil ail, d'un ail pelé, pourri…) cf. des prunes, des nèfles. Des locutions désignent d'autres plantes : herbe aux aulx (1564), arbre à l'ail (1877), ail de serpent (1549), etc.
Le pluriel, des aulx, d'abord alz (1165–1170), est en concurrence avec ails, utilisé en botanique. »

— sous la dir. d'Alain Rey, Le Robert Dictionnaire historique de la langue française, Dictionnaires Le Robert, Paris, nouvelle édition janvier 1994, tome I, p. 37.
On trouve dans le Mesnagier de Paris (1393) une recette d'Aulx camelins pour raye" attestant l'emploi du pluriel courant dès le XIVe.
Ail possède deux pluriels. Le plus ancien, « des aulx », a tendance à disparaître. On utilise plus fréquemment la forme botanique « des ails » mais les deux formes sont correctes.

### Croyances
Pline nota que l'ail éloignait les serpents ainsi que la folie.
En Sibérie, selon les croyances des Bouriates, l'approche des âmes des femmes mortes en couches, et qui reviennent la nuit persécuter les vivants, se reconnaît à l'odeur d'ail qu'elles répandent[réf. nécessaire].
Les Bataks de Bornéo accordent à l'ail le pouvoir de retrouver les âmes perdues.
C'est parce que l'ail protégerait du mauvais œil que l'on retrouve en Sicile, en Italie ainsi qu'en Grèce et en Inde, des bouquets de têtes d'ail attachés avec de la laine rouge. En Grèce le simple fait de prononcer le mot « ail » (en grec moderne le mot : skordo) conjure les mauvais sorts.
Les bergers des Carpates, avant de traire pour la première fois leurs brebis, se frottent les mains avec de l'ail béni, afin de protéger le troupeau contre les morsures de serpents.
Dans les pays catalans, l'ail protège du mauvais œil. En Roussillon, on faisait porter un collier d'ail aux enfants pour les délivrer des sorts qu'ils avaient reçus. Ce même collier, confectionné à partir de sept gousses cueillies un samedi et assemblées sur une corde de chanvre, pouvait être porté par une personne sept samedis d'affilée pour éloigner les êtres maléfiques. De même, on frottait à l'ail les pieds du cochon dont on venait de faire l'acquisition avant de le faire entrer dans la porcherie à reculons. Enfin, frotter les branches d'un arbre fruitier avec de l'ail permettait d'éloigner les oiseaux.
À Rome, l'entrée du temple de Cybèle était interdite à ceux qui venaient de consommer de l'ail. Comme il entrait dans la nourriture ordinaire des soldats romains, l'ail est devenu le symbole de la vie militaire[réf. nécessaire].
D'anciennes superstitions de marins veulent que l'ail éloigne la malchance, les tempêtes et les monstres marins : c'est pourquoi on ne devrait jamais manquer d'en avoir à bord[réf. nécessaire].
L'ail a été employé pour chasser les sorts ou le "mauvais œil", comme toute substance très odorante. Cette croyance était déjà présente dans l'Antiquité, les Romains en suspendaient dans les berceaux, au Moyen Âge il était accroché au-dessus des portes des habitations.
L'ail a enfin la réputation légendaire de repousser les vampires, les zombies, voire le diable. La légende de l'ail « anti-vampires » y prendrait ses origines[réf. nécessaire] à moins qu'elle ne vienne de l'habitude — encore en vigueur — de donner de l'ail aux chevaux pour éviter les piqures de tiques[réf. nécessaire].

### Adages poétiques
- ''Le mortier sent toujours les aulx'' signifie que l'on conserve les habitudes de son milieu d'origine. Cet adage existe depuis le XIIIe siècle[59]

### Calendrier
Le 27e jour du mois de messidor (des moissons) du calendrier républicain / révolutionnaire français est dénommé jour de l'ail, généralement chaque 15 juillet du calendrier grégorien.